# Саймън Бейкър
Саймън Бейкър (на английски: Simon Baker) (роден на 30 юли 1969 г.) е австралийски актьор. Изпълнява главната роля в сериала „Менталистът“ по CBS. Номиниран е за награда Еми и два Златни глобуса. От 2013 г. има звезда на Холивудската алея на славата.

## Частична филмография
| Година | Филм                    | Оригинално заглавие        | Роля             | Режисьор       |
| ------ | ----------------------- | -------------------------- | ---------------- | -------------- |
| 1997   | Поверително от Ел Ей    | L.A. Confidential          | Мат Рейнолдс     | Къртис Хенсън  |
| 2000   | Сънсет булевард         | Sunset Strip               | Майкъл Скот      | Адам Колис     |
| 2000   | Червената планета       | Red Planet                 | д-р Чип Петенгил | Антъни Хофман  |
| 2001   | Измамата с колието      | The Affair of the Necklace | Рето дьо Вилет   | Чарлс Шайър    |
| 2005   | Предизвестена смърт 2   | The Ring Two               | Макс Рурк        | Хидео Наката   |
| 2005   | Земята на мъртвите      | Land of the Dead           | Райли Денбо      | Джордж Ромеро  |
| 2006   | Дяволът носи Прада      | The Devil Wears Prada      | Крисчън Томпсън  | Дейвид Френкъл |
| 2008   | Секс и смърт - 101 жени | Sex and Death 101          | Родерик Бланк    | Даниел Уолтърс |
| 2008   | Менталистът             | The Mentalist              | Патрик Джейн     | Бруно Хелър    |